# Stijn Devolder
Stijn Devolder (* 29. August 1979 in Kortrijk) ist ein ehemaliger belgischer Radrennfahrer.

## Karriere
Devolder wurde 2002 Profi bei Vlaanderen-T Interim. Seinen ersten Vertrag bei einem bedeutenden Radsportteam erhielt er 2004 bei US Postal Service. Seitdem wechselte er mehrfach die Mannschaft.
Seine Fähigkeiten auf Kopfsteinpflaster verhalfen ihm in den Jahren 2008 und 2009 zu zwei Siegen beim Klassiker Flandern-Rundfahrt, den er bereits in den Jahren 1996 und 1997 in der Juniorenkategorie für sich entschieden hatte. Insgesamt wurde er sechsmal belgischer Meister, dreimal im Straßenrennen (2007, 2010 und 2013) und zweimal im Einzelzeitfahren, 2009 und 2010. Er gewann auch kürzere Etappenrennen, darunter die Belgien-Rundfahrt 2008 und 2010. 2007 siegte er im Grote Prijs Stad Sint-Niklaas.
Mit Ablauf der Saison 2019 beendete Devolder seine Laufbahn als Radrennfahrer.

## Palmarès
2001
- De Vlaamse Pijl

2004
- eine Etappe Vier Tage von Dünkirchen

2005
- Gesamtwertung Drei Tage von De Panne

2006
- eine Etappe Belgien-Rundfahrt

2007
- eine Etappe Drei Tage von De Panne
- Belgischer Meister – Straßenrennen
- Gesamtwertung und eine Etappe Österreich-Rundfahrt

2008
- Gesamtwertung und eine Etappe Algarve-Rundfahrt
- Flandern-Rundfahrt
- Gesamtwertung und eine Etappe Belgien-Rundfahrt
- Belgischer Meister – Einzelzeitfahren

2009
- Flandern-Rundfahrt

2010
- Gesamtwertung Belgien-Rundfahrt
- Belgischer Meister – Straßenrennen
- Belgischer Meister – Einzelzeitfahren

2013
- Belgischer Meister – Straßenrennen

## Grand-Tour-Platzierungen
| Grand Tour            | 2005 | 2006 | 2007 | 2008 | 2009 | 2010 | 2011 | 2012 | 2013 | 2014 | 2015 |
| --------------------- | ---- | ---- | ---- | ---- | ---- | ---- | ---- | ---- | ---- | ---- | ---- |
| Giro d’ItaliaGiro     | –    | –    | –    | –    | –    | –    | –    | –    | –    | –    | –    |
| Tour de FranceTour    | –    | –    | –    | DNF  | 83   | –    | –    | –    | –    | –    | 142  |
| Vuelta a EspañaVuelta | 24   | 11   | DNF  | –    | 85   | –    | 154  | –    | –    | –    | –    |

## Teams
- 2001 Mapei-Quick Step (Stagiaire)
- 2002–2003 Vlaanderen-T Interim
- 2004 US Postal
- 2005–2007 Discovery Channel
- 2008–2010 Quick Step
- 2011–2012 Vacansoleil-DCM
- 2013 RadioShack Leopard
- 2014 Trek Factory Racing
- 2015 Trek Factory Racing
- 2016 Trek-Segafredo
- 2017 Vérandas Willems-Crelan
- 2018 Vérandas Willems-Crelan
- 2019 Corendon-Circus